# Consejo Central Bielorruso

Bandera de la República Popular Bielorrusa, usada en parches de la Policía Auxiliar Bielorrusa

El Consejo Central Bielorruso (en bielorruso: Беларуская цэнтральная рада, en łacinka: Biełaruskaja centralnaja rada; en alemán: Weißruthenischer Zentralrat) fue un organismo administrativo títere en la Bielorrusia ocupada por los alemanes durante la Segunda Guerra Mundial. Fue establecido por la Alemania nazi dentro del Reichskommissariat Ostland en 1943-1944, a raíz de las solicitudes de los políticos bielorrusos colaboracionistas que esperaban crear un estado bielorruso con el apoyo de Alemania.

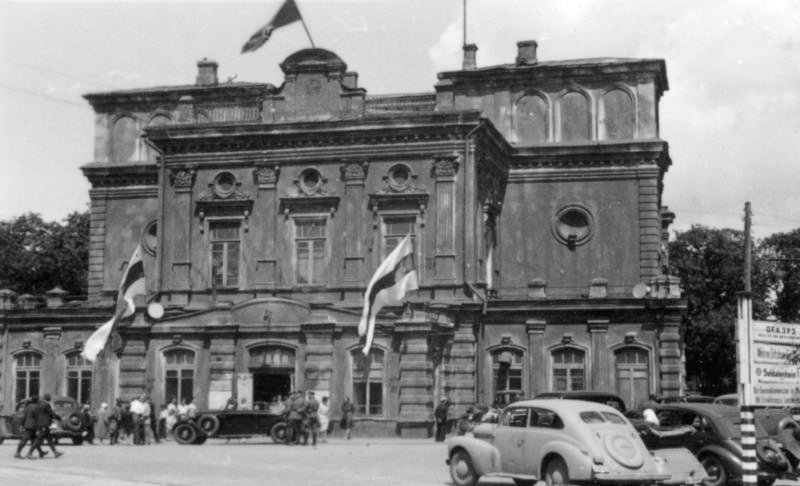
El Consejo en Minsk, junio de 1943.

Inmediatamente después de la invasión alemana de la Unión Soviética en 1941, comenzó la persecución masiva de judíos por parte de las unidades avanzadas del Einsatzgruppe B bajo el mando del funcionario de las SS Arthur Nebe. Los judíos fueron masacrados y se formaron guetos en decenas de pueblos con la participación de colaboradores bielorrusos a los que se les asignó variados roles destacados. Se estableció la Policía Auxiliar Bielorrusa y fue desplegada para operaciones de asesinato, particularmente en febrero-marzo de 1942.
Pronto fue formado el distrito Generalbezirk Weißruthenien del RKO. El distrito incluía las partes occidental y central de la República Socialista Soviética de Bielorrusia en sus fronteras de 1941 (que incluían las ciudades de Hlybokaye, Vileika, Navahrudak y otros territorios anexados anteriormente por la URSS de Polonia). En 1942, la autoridad civil alemana se extendió a Minsk, Slutsk y Barysaw. El área se convertiría en parte del proyecto nazi de Lebensraum ("espacio vital"), en el que aquellos que se consideraran no arios serían exterminados o expulsados para dar paso a colonos alemanes, mientras que los locales restantes estarían sujetos a germanización forzada. Todos los intentos de los representantes bielorrusos de solicitar el autogobierno para la Bielorrusia ocupada llevaron a la represión alemana contra quienes expresaron tales solicitudes.

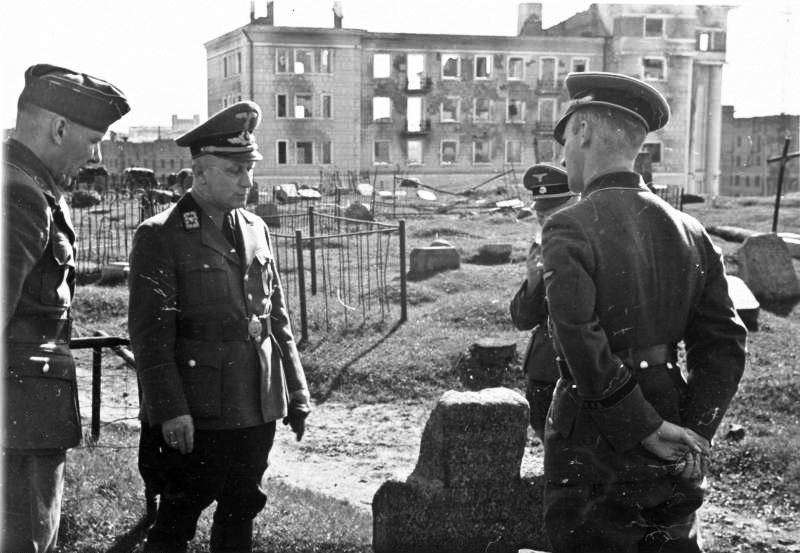
Wilhelm Kube en Minsk, mayo de 1943

Un político nazi, Wilhelm Kube, fue nombrado administrador alemán del área (Generalkommissar). Tenía su centro de comando establecido en Minsk con un segundo Kommissar en Baránavichi. En septiembre de 1943, Kube fue asesinado por su amante bielorrusa, quien colocó una bomba en su cama coaccionada por los agentes soviéticos que sabían dónde estaba su hijo.
Con el fin de reunir nuevas tropas para el frente dentro del Reichskommissariat Ostland y estimular el apoyo de la población y las élites bielorrusas, el general Reinhard Gehlen sugirió al Alto Mando alemán que se hicieran algunas concesiones a los colaboradores bielorrusos en forma de Estado títere. El SS-Gruppenführer Kurt von Gottberg, que reemplazó a Kube, nombró al político bielorruso Iván Yermachenka, llegado de Praga, el "Asesor en asuntos bielorrusos".

## Funciones y trabajo
El Consejo Central Bielorruso solo tenía un papel limitado en el gobierno, y las decisiones clave las tomaba la administración alemana del Generalbezirk Weißruthenien. El Consejo gestionaba principalmente los asuntos sociales, así como la cultura y la educación. El Consejo tenía doce departamentos, incluidos: Educación, ciencia y cultura; Propaganda y prensa; Seguridad Social; Finanzas; Asuntos de la juventud; Religión; Control; Problemas administrativos; Economía; minorías nacionales; y Defensa Nacional.
El Consejo Central Bielorruso supervisó las actividades de las organizaciones cívicas bielorrusas establecidas anteriormente con anuencia de Alemania, entre ellas: Unión de la Juventud Bielorrusa; Sociedad Científica Bielorrusa; Asociación Cultural Bielorrusa; Autoayuda Bielorrusa; y sindicatos. El Consejo logró ampliar el uso del idioma bielorruso en las escuelas y en la vida pública, además trabajó en la apertura de una universidad.

## Política sobre religión
Los alemanes autorizaron la reforma de la Iglesia Ortodoxa Autocéfala Bielorrusa, independiente del Patriarca de Moscú, el cual, de manera similar, fue utilizado por los ateos soviéticos para unir a los rusos contra los alemanes. Los sacerdotes tenían una influencia considerable entre el campesinado y apoyaron activamente la lucha contra los soviéticos, que habían aterrorizado a los cristianos en el oeste de Bielorrusia después de la invasión soviética de Polonia el 17 de septiembre de 1939.

## Defensa local bielorrusa
En marzo de 1944, el Consejo Central Bielorruso organizó un reclutamiento militar universal entre los jóvenes bielorrusos. Se formó la Defensa Nacional Bielorrusa, con 28 000 soldados listos para el entrenamiento, con la ayuda de unos pocos miles de miembros de los batallones de la Policía Auxiliar Bielorrusa.
Después de la retirada de los alemanes de Bielorrusia, la Defensa Nacional Bielorrusa fue absorbida por la 30ª División de Granaderos Waffen de las SS. Esta división de infantería formada a partir de los restos de la 29.ª División Waffen-SS, incluía unidades bielorrusas y ucranianas. Los alemanes habían establecido una escuela de oficiales y entregado uniformes con una designación de Bielorrusia de la brigada de tormenta Waffen-SS. Se emitieron órdenes para que las fuerzas bielorrusas fueran absorbidas por el Ejército Ruso de Liberación de Andréi Vlásov; pero Astroŭski se opuso a esto. También saboteó la idea del "Comité para la Liberación de los Pueblos de Rusia ", ya que no quería alinearse con los rusos.
Otros miembros de la Defensa Nacional Bielorrusa y de la Policía Auxiliar Bielorrusa fueron reclutados por el SS-Obersturmbannführer Otto Skorzeny para entrenarlos en Dahlwitz, cerca de Berlín, para realizar ataques especiales encubiertos detrás de las líneas enemigas. Estas unidades formaban parte de una operación clandestina conocida como Liebes Kätzchen que se extendía desde el Báltico hasta el Mar Negro. El grupo guerrillero bielorruso "Gato Negro" estaba dirigido por Michas Vitushka. Operaron en el bosque de Belavezha (Białowieża) contra las fuerzas soviéticas en operaciones anticomunistas a lo largo de 1945, pero con poco éxito. Infiltrados por la NKVD, fueron destruidos en 1945.

## Exilio
En 1944, con el avance del Ejército Rojo hacia el oeste, el Consejo Central Bielorruso fue evacuado junto a los alemanes en retirada a tierras polacas y de Prusia Oriental aún bajo el control de la Alemania nazi.
El 27 de junio de 1944, pocos días antes de la evacuación, el CCB celebró un congreso en Minsk, titulado Segundo Congreso Panbielorruso, sancionado por Gottberg. La reunión reunió a 1 039 delegados de varias regiones de Bielorrusia y de organizaciones de emigrados bielorrusos, entre ellos funcionarios alemanes. Representantes de las SS observaron el proceso desde un balcón. El congreso confirmó la declaración de independencia de Bielorrusia (reutilizando el nombre de la República Popular Bielorrusa) y declaró al Consejo Central Bielorruso como el único órgano representativo legítimo del pueblo bielorruso y sucesor del Consejo RPB. Los miembros del Consejo reafirmaron su compromiso con el Tercer Reich y personalmente con Adolf Hitler. El objetivo de la reunión era que esta república ganara legitimidad con base en una decisión de los representantes de la sociedad bielorrusa y no de la administración alemana. Los organizadores temían las provocaciones tanto de los partisanos soviéticos como de los alemanes.
Después de la evacuación, la dirección del CCB formó la base para la autoorganización bielorrusa en los campos de desplazados de la posguerra. Incluso después de la evacuación, el CCB siguió recibiendo órdenes del Ministerio del Reich para los Territorios Ocupados del Este. Después del final de la guerra, el CCB ingresó al Bloque de Naciones Antibolcheviques. A fines de 1945, Astroŭski celebró una reunión especial del "Comité Central Bielorruso" que decidió suspender temporalmente (pero no disolver) el gobierno en el exilio para evitar acusaciones de colaboración con los nazis.
El 25 de marzo de 1948, el Consejo Central Bielorruso reanudó su actividad en el exilio. Fue una de las principales organizaciones paraguas de la comunidad de emigrados bielorrusos en Occidente hasta su disolución en abril de 1995 debido a la muerte de sus últimos miembros.

## Presidentes
- Radasłaŭ Astroŭski (1943-1945 y 1948-1976)
- Nikandar Miadziejka (1977-1987)
- Michas Zuj (1988-1995)
- Ciarpicki Vital (1995)